# NGC 6401
NGC 6401 là cụm sao cầu trong chòm sao Ophiuchus. William Herschel phát hiện ra cụm sao này vào năm 1784 bằng kính viễn vọng 47 cm của mình, nhưng nhầm tưởng rằng đó là một tinh vân sáng. Sau đó, con trai của ông, John Herschel, cũng nhầm lẫn tương tự vì công nghệ thời đó không đủ để quan sát các ngôi sao riêng lẻ một cách trực quan.